# Церковь Святой Александры (Ростов-на-Дону)
Церковь Святой царицы Александры (Александринский храм) — православный храм в Ростове-на-Дону. Относится к Александровскому благочинию Ростовской-на-Дону епархии Русской православной церкви, является архиерейским подворьем.
Главный престол освящён во имя Святой царицы Александры, северный придел — во имя Святого Александра Невского. Церковь Святой Александры имеет статус объекта культурного наследия регионального значения.

## История
Церковь во имя Святой царицы Александры была построена в 1904 году на православном кладбище города Нахичевани-на-Дону (ныне в составе Ростова-на-Дону) взамен деревянной часовни. По этой причине размеры храма относительно небольшие — примерно 18×13 м. Архитектор В. В. Попов построил храм в русском стиле. В 1910 году к церкви была пристроена звонница с шатровым верхом. В 1920-х годах с запада был пристроен притвор. Храм царицы Александры ранее был приписан к Софийской церкви (не сохранилась). Во время немецкой оккупации города на кладбище у Александрийской церкви хоронили погибших православных румынских солдат. В 1955 году с северной стороны храма был устроен придел во имя Святого благоверного князя Александра Невского — в память о снесённой Александро-Невской церкви Нахичевани. К празднованию 1000-летия крещения Руси купол и шатёр позолотили.
При Александрийской церкви действует воскресная школа. В 2002 году при храме был создан уголок-музей протоиерея Иоанна Домовского, служившего в храме Александра Невского.